# Senizid
Senizid, zu Deutsch Altentötung, ist ein Begriff für die kulturell hergeleitete Tötung alter Menschen. Der Senizid kann sowohl im Opfertod als auch über Euthanasie erfolgen. Als Oberbegriff sowohl für die traditionelle Altentötung als auch den moderneren Senizid kann „Senizid“ gelten. In Abgrenzung dazu kann der direkte Altenmord als Gerontozid bezeichnet werden. Im Englischen werden die Begriffe senicide, geronticide oder gerontocide gebraucht.

## Geschichte und Ethnologie
Der Senizid ist das altruistisch fundierte aktive und passive Sterben im Opfertod oder die aktive und passive kulturell-rituelle bzw. heimliche Senio-Euthanasie von meist als nutzlos oder im Jenseits als nützlich empfundenen Mitgliedern der alten Generation einer Gesellschaft.
Bei den antiken Geschichtsschreibern wie Hesiod, Herodot, Plinius dem Älteren oder Strabon finden sich mehrere Berichte über Senizid. Anthropologen und Historiker liefern Berichte von Altentötung in vielen Kulturen in aller Welt, etwa bei Eskimos, indianischen Kulturen Nordamerikas oder indigenen Kulturen Nordasiens.
In der Ethnographie wird über verschiedene Formen der aktiven Senio-Euthanasie berichtet, die oft erst nach Beratung innerhalb der Familie oder des Clans ausgeführt wurde. Bei den sibirischen Tschuktschen wurde der Alte mit einem großen Fest gefeiert, dem „Kamitok“. Gegen Ende traten zwei von hinten an das Opfer heran und erdrosselten es mit Hilfe eines Seehundknochens. Zur rituellen Tötung konnten bei anderen Ethnien auch alle anderen geeigneten Waffen eingesetzt werden. Weit verbreitet war auch die Aussetzung von alten Menschen in der Wildnis, einer Hütte, dem Urwald, einer Höhle, auf einem Floß oder einer Insel.
In Schweden findet sich an verschiedenen Orten, etwa im Keillers Park in Göteborg, eine „Ättestupa“, d. h. Geschlechtsklippe, Clanklippe oder Familienklippe. Darüber wird in der Gautreks-Saga ausführlich berichtet, wie sich von solchen Klippen Alte im Senizid gestürzt hätten, aber auch Junge in suizidaler Absicht.
Der englische Lordkanzler Thomas Morus berichtet 1516 in seinem Werk Utopia, wie sich die Menschen bei schwerer Krankheit mit Sterbefasten selbst töten oder durch Einschläfern Sterbehilfe erhalten.
Der deutsche Ethnologe Fritz Paudler schreibt in seinem 1936 erschienenen Werk Die Alten- und Krankentötung als Sitte bei indogermanischen Völkern: „Der litauisch gewordene Teil des Preußenlandes ist, soviel ich weiß, geradezu der Locus classicus schlechter Behandlung alter Leute bis ins 20. Jh. herein.“ Paudler zitiert den zum Katholizismus übergetretenen Priester Matthäus Prätorius (1635–1704): „Alte, schwache Eltern erschlug der Sohn …“ Christoph Hartknoch (1644–1687) bemerkt in einer Schrift von 1684: „… sie haben auch ihre eigene Eltern (…), wenn sie alt worden oder sonst in harte Krankheit gefallen waren, ersticket, damit sie keine unnötigen Unkosten auf sie wenden dörften.“ Auch sollen sich die Jungen mit dem Altsitzerkraut, das in den Gärten der Litauer gepflegt wurde, gegen die Altsitzer, die Alten, „gewehrt“ und sich ihrer durch Giftmord entledigt haben. Vermutlich war das Altsitzerkraut das Krainer Tollkraut (Scopolia carniolica), ein giftiges Nachtschattengewächs.

## Mythen und fiktionale Rezeption

### Volkserzählungen und Literatur
Zahlreiche Volkserzählungen aus nahezu allen Kulturen der Welt berichten vom Senizid und auch von seiner Abschaffung. Das Christentum lehnte Senizid strikt ab. Bei Juden, Ungarn und Finnen sowie einigen anderen kleineren Völkern wie den Balinesen sind keine solchen Erzählungen bekannt. Sonst aber ist in den Erzählungen der Völker, in ihren Mythen, Märchen, Legenden, Sagen und Schwänken die Altentötung bzw. der Senizid ebenso präsent wie die Abschaffung des uralten Brauchs. Volkserzählungen (ohne Sagen und Legenden) nach dem Aarne-Thompson-Uther-Index (ATU) berichten vom Senizid bzw. der Altentötung (Typ 981) und deren Abschaffung (Typ 982). Autoren wie Paul Sartori (1895), Fritz Paudler (1936) oder John Koty (1934) haben im deutschen Sprachraum umfangreiches Material zum Senizid zusammengetragen.
Im alten Japan scheint nach mehreren literarischen Quellen ein Brauch des Senizids existiert zu haben, das Obasute (姥捨て), in Deutsch gesprochen “Obas’te”. Übersetzt bedeutet der Begriff etwa: „Die Tante/alte Frau/Oma aussetzen, wegwerfen“. Der Kern der verschiedenen Obasute-Erzählungen bleibt immer gleich: Ein alter Mensch wird von einem jüngeren Verwandten auf einen Berg zum Sterben getragen. Wie weit dieser Brauch verbreitet war, ist umstritten: „So könnte man vielleicht (…) Altenaussetzungen zwar als historische Tatsache betrachten, von der wohl vorrangig die besonders Bresthaften (Gebrechlichen) und jene Alten, die keine direkten Nachkommen hatten, betroffen waren, nicht aber als allgemein verbreiteter Brauch, dem die meisten Alten zum Opfer gefallen wären.“ Auch ein manchmal in Volkserzählungen berichtetes stilles Weggehen oder Ausziehen von Alten aus dem Haus, um zu sterben, stellt „durchaus eine mögliche Tradition“ dar.
In dem Roman Zwei alte Frauen von Velma Wallis wird der Widerstand gegen den alten Brauch des Senizids geschildert. Die Autorin stammt selbst aus dem Volk der indianischen Athabasken bei Fort Yukon in Alaska. Ihre Großeltern waren bei einer großen Hungersnot gestorben. Wallis überlebte auch 12 Jahre mit ihrer Tochter in einer traditionellen Trapperhütte.

### Popkultur
Im Film Little Big Man begleitet Jack (Dustin Hoffman) seinen Ziehvater, den Häuptling der Cheyenne, zum Sterben auf den Berg, wo der alte Mann sich niederlegt. Als auch nach Stunden der Tod nicht kommen will, meint der Häuptling schließlich: „Manchmal funktioniert die Magie, manchmal aber auch nicht!“ So kehren sie ins Tal zurück. Im Film Midsommar (Regisseur Ari Aster), einem „idyllischen Horrorfilm“  (Oscarpreisträger Jordan Peele) in der „Folklore-Hölle“ (Jan Künemund im SPIEGEL) einer religiösen Kommune der Jetztzeit, wird dem Brauch des Klippensturzes ein hoher Stellenwert eingeräumt. Im Science-Fiction-Film Flucht ins 23. Jahrhundert leitet ein Supercomputer ein Ritual an, das alle Menschen der autarken Gemeinschaft im Alter von 30 Jahren tötet.

## Kosten-Nutzen-Rechnung
Senizid ist eine seit langer Zeit weitverbreitete kulturelle Maßnahme der Bevölkerungsregulation, um bei zugrundeliegender utilitaristischer Rechnung finanzielle Ressourcen zu sparen oder das Überleben des Volkes zu sichern. Wo traditionelle Ethnien in der Altentötung eine Nutzen-Rechnung aufmachten, können wir von Senizid sprechen, wenn etwa die Kosten für neue Hüftgelenke für Senioren als zu hoch und sinnlos eingeschätzt werden, wie vom damaligen Vorsitzenden der Jungen Union, Philipp Mißfelder. Während der COVID-19-Pandemie 2019–2022 wurde die Frage aufgeworfen, ob es sich bei bestimmten Reaktionen der Öffentlichkeit oder des Staates um eine moderne Form des Senizids handelt. „»Senizid« heisst das Wort der Stunde. Das Coronavirus wirkt im höchsten Masse altersdiskriminierend“, so die Überschrift eines Artikels des britischen Historikers Niall Ferguson in der NZZ. Und Reimer Gronemeyer spricht von der aktuellen „Modernisierung des Senizids“. „Der sanfte, aber deutlich zunehmende Druck auf Selbstbeseitigung dürfte mit den kommenden ökonomischen und sozialen Krisen steigen“.

## Opfertod und Euthanasie
Die Tötung kann aktiv oder passiv, etwa durch die Nichtfortsetzung notwendiger Betreuung, Ernährung oder anderer lebenserhaltender Maßnahmen erfolgen, eventuell auch unter Zuhilfenahme selbstschädigenden Verhaltens wie die Einstellung der Medikamentengabe oder das Sitzen im Nachthemd in der Kälte. Wenn Essen und Trinken von alten Menschen mit dem Ziel eingestellt werden, anderen Menschen nicht weiter zur Last zu fallen und still aus dem Leben zu scheiden, können wir von passivem Senizid oder „Verlöschen“ sprechen. Treibt jedoch ein soziales Umfeld einen alten Menschen durch „Druck“ in eine Käfigsituation, die als sozialer Tod bezeichnet wird, und er begeht Suizid oder stellt Essen und Trinken ein (Inedia bzw. FVNF), können wir einen aktiven Senizid konstatieren. Gleiches gilt für die Senio-Euthanasie, etwa wenn zu hohe Dosen Morphin bona fide verabreicht werden, also mit der Behauptung oder inneren Rechtfertigung, dies sei vom alten Menschen erwünscht. Auch in diesen Fällen meist im Graubereich handelt es sich um Senizid. Betreibt ein alter Mensch seinen Tod voll bewusst mit der gleichen Methode Inedia, etwa um sein Leiden zu beenden, sprechen wir von Sterbefasten. Ob es sich beim durch Inedia herbeigeführten Opfertod um einen passiven Suizid oder um eine Todesart sui generis handelt, ist Gegenstand der medizinethischen und juristischen Diskussion.

## Belege für den Senizid
Da gleichzeitig kaum Belege für diese angenommenen Tötungen existieren, wurde vermutet, dass es sich bei den meisten dieser Berichte um abschreckende Mythen über vermeintlich grausame Praktiken fremder Völker oder vergangener Zeiten handelt, die betonen, wie überlegen die Norm des Tötungsverbots jedweder Menschen ist. Ein gut belegter Brauch des Senizids lässt sich dagegen bis auf den heutigen Tag in Indien nachweisen. In einer Region des Bundesstaats Tamil Nadu kam es früher offen und heute im Geheimen zum Senizid, genannt Thalaikoothal. In diesem alten Ritual wird der Sterbeprozess durch ein morgendliches Ölbad des Kopfes (thalai = Kopf; koothal = ein Bad geben) eingeleitet. Das Einflößen großer Mengen frischen Kokosnuss-Wassers führt zu Nierenversagen und schließlich zum Tod. In der Regel hatten die alten Menschen in den Brauch eingewilligt, auch hier, weil sie sich als Last für die Kinder und Familien empfanden. In einer modernen Variante des alten Brauches tauchen seit Jahren auch andere Mittel zur Einleitung des Todes auf, wie etwa Giftspritzen. Dieser gut belegte Brauch des thalaikoothal in Indien zeigt, dass es sich hier nicht um ein „Märchen“ handelt (so oft der Vorwurf), sondern um eine kulturanthropologische Realität. Das macht es wahrscheinlicher, dass Senizid auch in anderen Regionen der Erde praktiziert worden sein dürfte.